# Тулуповы
Тулуповы — угасший русский княжеский род, ветвь князей Стародубских, Рюриковичи.
Род внесён в Бархатную книгу.
Его родоначальником считается Дмитрий Давыдович Стародубский по прозванию Тулуп, состоявший на службе у Ивана III и отстаивавший его интересы в Казани.
Род князей Тулуповых пресёкся, по всей вероятности, в конце XVI века. По одной из версий, это связано с опалой окольничего Бориса Давыдовича Тулупова, в связи с которой были казнены все оставшиеся представители рода.

## Известные представители
| №                             | Имя, Отчество                      | № отца | Примечания |
| ----------------------------- | ---------------------------------- | ------ | --- |
| 1                             | Дмитрий Давыдович Тулуп            |        | Родоначальник. |
| 2                             | Василий Дмитриевич                 | 1      | Второй воевода в походе на Казань (1486), где остался вторым для охраны царя Магмет-Аминя. |
| 3                             | Иван Дмитриевич                    | 1      | В 1500 году при казанском царе, участвовал в русско-литовской войне 1500—1503 годов, воевода войск правой руки против немцев (1501), первый воевода Передового полка в походе против шведов (1502). |
| 4                             | Иван Васильевич Немой              | 2      | Первый воевода Передового полка в псковских областях против немцев (1501), третий воевода Большого полка в погоней за немцами (1502). |
| 5                             | Василий Иванович                   | 3      | Сын боярский, воевода в княжении Ивана III, послан в Казань (1486), постельничий в государевом походе в Новгород (1495), участник свадьбы князя Василия Даниловича Холмского и дочери великого князя княжны — Феодосии Ивановны.                                                                                     |
| 6                             | Семён Иванович                     | 3      | Постельничий в государевом походе в Новгород (1495). |
| 7                             | Данила Иванович                    | 4      | Ушёл в монастырь |
| 8                             | Давыд Иванович                     | 4      | Воевода в первых походах Ивана Грозного (1545), пятый воевода первого Большого полка в шведском походе (1549), убит при взятии Казани (2 октября 1552 года), женат на Анне №№. Его имя занесено в синодики: Успенского и Архангельского кремлёвских соборов и Софийского новгородского собора на вечное поминовение. |
| 9                             | Владимир Иванович                  | 4      | Голова в Государевом полку в походе к Казани (1545) и Полоцку (1551). |
| 10                            | Андрей Васильевич                  | 4      | Рында, воевода, новгородский помещик, казнён Иваном Грозным († 25 июля 1570), его имя занесено в синодик опальных. |
| 11                            | Владимир Васильевич                | 4      | Сын боярский (1551), рында с царевичем копьём в новгородском походе (1573), воевода, казнён († 25 июля 1570), его имя занесено в синодик опальных. |
| 12                            | Дмитрий Семёнович                  | 4      | Голова и воевода в Государевом полку в новгородском походе (1573), упомянут в свадебном поезде на бракосочетании короля Арцымагнуса и Марии Владимировны (1573), умер бездетным. |
| 13                            | Борис Давыдович                    | 8      | Полковой голова в походе (1572), воевода и окольничий (1573), фаворит Ивана Грозного, опричник, попав в опалу, казнён († 1575). |
|                               | Анна Андреевна                     | 10     | Казнена (27 июля - 16 августа 1570) вместе с отцом и матерью Афимью, их имена занесены в синодик опальных. |
| 14                            | Никита Владимирович                | 11     | Рында с копьём у царевича Фёдора Ивановича (1573), опричник, казнён Иваном Грозным († 25 июля 1570), его имя занесено в синодик опальных. |
| 15                            | Андрей Владимирович                | 11     | Опричник (1573), казнён (1575). |
| 16                            | Иван Владимирович                  | 11     | Полковой голова, опричник (1573). |
| Род князей Тулуповых пресёкся |                                    |        | |
|                               | Борис Иванович Тулупов-Тебетуланов |        | В родословной росписи не указан, воевода в войсках Ивана III и Василия III. |